# MediClin Müritz-Klinikum
Das MediClin Müritz-Klinikum ist ein Krankenhaus der Grund- und Regelversorgung mit Sitz in Waren (Müritz). Es ist auf vier Standorte verteilt. Träger ist die Klinikgruppe MediClin.

## Geschichte
Das Warener Krankenhaus wurde 1871 eröffnet. Seit 1914 befindet es sich am jetzigen Standort. Der Standort Röbel/Müritz war zunächst Kreiskrankenhaus. Das Haus besteht seit 1901. Es kam 2002 zur Klinikgruppe MediClin. Die Tagesklinik in Parchim besteht seit 2002, die Tagesklinik in Neubrandenburg seit 2006. Das Bundesverfassungsgericht entschied 2017, dass die gewaltsame Medikamentation einer Psychiatriepatientin nicht verfassungskonform sei.

## Einrichtung
In Waren (Müritz) befinden sich die Kliniken der inneren und operativen Medizin:
- Klinik für Innere Medizin
- Klinik für Chirurgie
- Klinik für Frauenheilkunde und Geburtshilfe
- Klinik für Urologie
- Klinik für Kinder- und Jugendmedizin
- Klinik für Hals-Nasen-Ohren-Heilkunde
- Klinik für Anästhesiologie und Intensivmedizin
- Radiologie
- Ferner: Zentrum für ambulantes Operieren, interdisziplinäres Beckenboden-Zentrum sowie ein Brustzentrum.

In Röbel befinden sich die Kliniken für Psychiatrie, Psychotherapie und Psychosomatik sowie die Kinder- und Jugendpsychiatrie, -psychotherapie und -psychosomatik. In Parchim und Neubrandenburg befinden sich die psychiatrischen Tageskliniken.